# Clytie devia
Clytie devia är en fjärilsart som beskrevs av Swinhoe 1884. Clytie devia ingår i släktet Clytie och familjen nattflyn. Inga underarter finns listade i Catalogue of Life.